# LANGMaster
LANGMaster International, s.r.o. (dceřiná společnost LANGMaster Group, a.s.) je společnost, která se zabývá elektronickým publikováním, tvorbou multimediálních vzdělávacích systémů a e-learningem.

## Historie
Společnost vznikla roku 1994 v České republice s cílem zefektivnit celoživotní vzdělávání pomocí e-learningu. Nejprve se zaměřila pouze na jazykové vzdělávání v České republice, od roku 1996 expanduje nejen do Evropy ale také do celého světa. Kromě výuky jazyků zprostředkovává také e-learningovou výuku pro školy, firmy a instituce. Vyvinula vlastní LANGMaster Learning System a metody pro zkvalitnění e-learningového vzdělávání.
Od r. 2004 implementuje e-learningové kurzy do dalších LMS systémů. V roce 2005 vstoupila na americký trh a dosáhla prodeje více než 2 000 000 CD-ROMů, především s výukou španělštiny. V roce 2008 zpřístupnila on-line jazykovou výuka zdarma, od roku 2009 ji zprostředkovává v několika jazykových lokalizacích. Firma udává, že v roce 2008 překročil prodej 4 500 000 prodaných titulů v mezinárodním měřítku. V roce 2009 uvádí své produkty na německy mluvící trh pod obchodní značkou BERLITZ.
Obchodní značka LANGMaster je registrována ve více než 40 zemích světa.

## Významná ocenění
- 1997 – nominace na Best of COMDEX v kategorii Best Digital Media, USA
- 1998 – Best Czech Multimedia Award, Česko
- 1998 – PC Achat verdict excellence, Francie
- V letech 2002 a 2004 byla zařazena pan-evropskou nezávislou společností pro kulturu, vzdělávání a vědecko-technickou spolupráci Comenius mezi "Českých 100 nejlepších".[5]
- 2002 – Best of Invex – společně se společností Microsoft za Moderní školu[6][7]
- 2003 – vítězství v soutěži World Summit Award v Ženevě v rámci akce World Summit on the Information Society, kategorie E-learning, Švýcarsko
- 2004 – Microsoft Industry Awards – společně se společností Solitea Česká republika v kategorii Nejlepší řešení pro školství a vzdělávání[8]
- 2006 – Microsoft Industry Awards – společně se společností Solitea Česká republika a Institutem Svazu účetních za Kurz účetnictví[9]